# Гігантський слалом

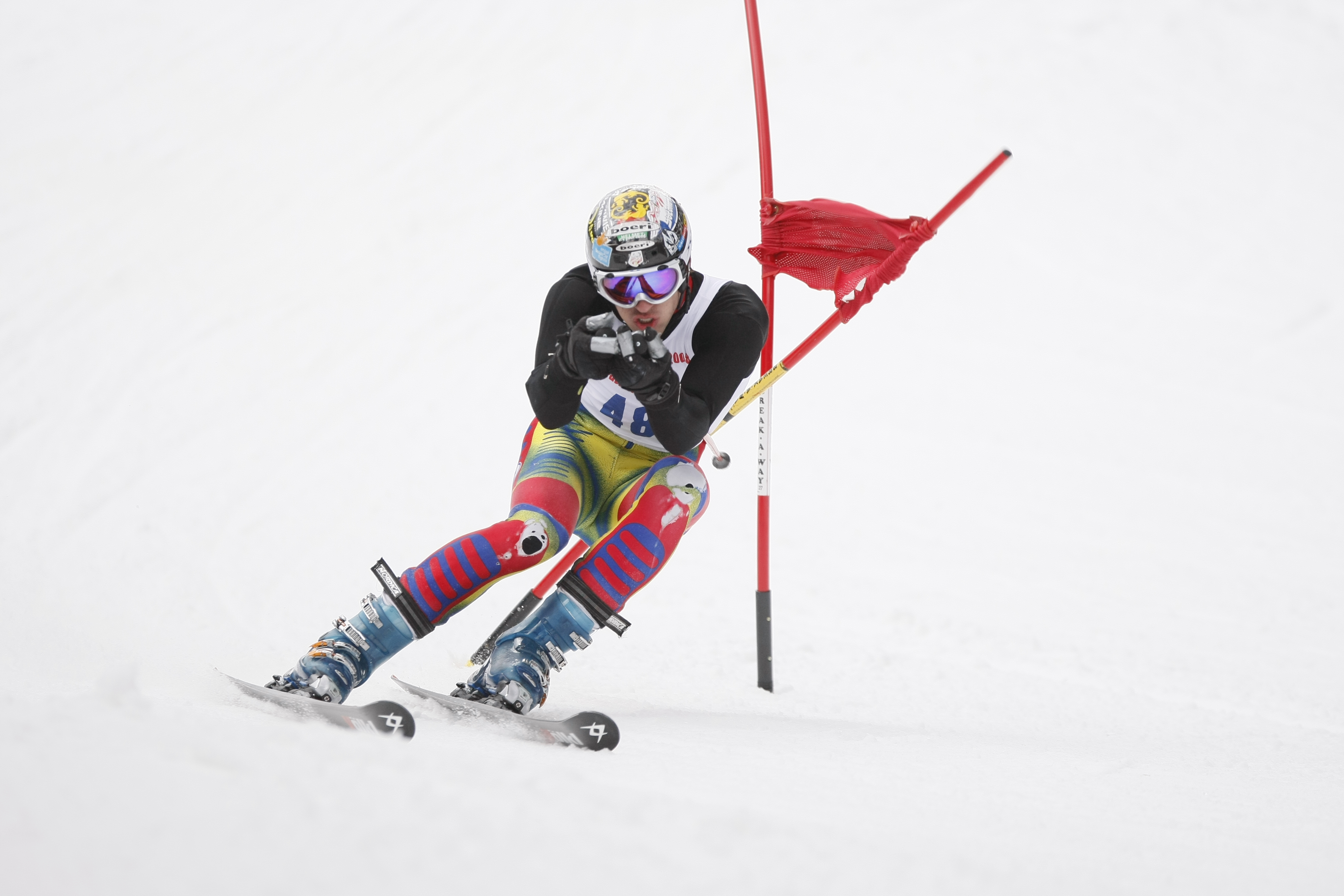

Гіга́нтський сла́лом — дисципліна гірськолижного спорту, змагання на швидкість проходження низки воріт, розташованих далі, ніж у спеціальному слаломі, але не так далеко, як у супергігантському слаломі. Число воріт залежить від схилу і траси. Для чоловіків їх від 56 до 70, для жінок від 46 до 58.
Поряд із спеціальним слаломом гігантський слалом вважається технічною, а не швидкісною дисципліною.
Перепад висот для гігантського слалому становить 250—400 м для жінок, 250—450 м для чоловіків. При перепаді висот 300 м, траса для дорослих спортсменів має від 33 до 45 змін напрямку руху.
Лижі для гігантського слалому довші, ніж для слалому, але не такі довгі, як для швидкісних дисциплін.
З огляду на безпеку спортсменів FIS встановила обмеження на довжину і радіус прогину лиж. Довжина лиж не повинна бути меншою від 185 см для чоловіків та 180 см для жінок. Мінімальний радіус прогину становить 27 м для чоловіків, 23 м для жінок. Мінімальна ширина лиж посередині — 65 мм, максимальний підйом над землею — 50 мм.
До програми Олімпіад гігантський слалом входить, починаючи з Інсбруку-1964.